# Ramon Magsaysay Award
De Ramon Magsaysay Awards zijn jaarlijks terugkerende prijzen die sinds april 1957 worden uitgereikt. De prijzen zijn ingesteld door het Rockefeller Brothers Fund (RBF) uit New York en vernoemd naar voormalig president van de Filipijnen Ramon Magsaysay, die in 1957 bij een vliegtuigongeluk om het leven kwam. 
Elk jaar geeft de Ramon Magsaysay Award Foundation prijzen aan Aziatische personen en organisaties die uitblinken in hun expertisegebied. De prijzen worden uitgereikt in de volgende zes categorieën:
- Regeringsleden
- Openbare dienstverlening
- Lokaal leiderschap
- Journalistiek, literatuur en creatieve communicatieve kunst
- Vrede en internationale begripskweking
- Opkomend leiderschap

De Ramon Magsaysay Award wordt ook wel de Aziatische Nobelprijs genoemd.

## Winnaars
- Lijst van winnaars van de Ramon Magsaysay Award